# 兵庫県立小野工業高等学校
兵庫県立小野工業高等学校（ひょうごけんりつ おのこうぎょうこうとうがっこう）は、兵庫県小野市片山町にある県立工業高等学校。全日制課程と定時制課程を併設する。ものづくりを通した人づくりをモットーにし、全国レベルのものづくりコンテストでの優勝も多い。

## 概要
校名には「工業」が含まれているが、工業系学科のほか、家政系学科の「生活創造科」も併設されている。
各学科の50%を推薦入学、50%を一般入試で募集する。全日制の工業系学科では、以前まで２年次より各科に分かれるシステムであったが、現在は「機械工学科」と「電子科」に分かれ受検する。「機械工学科」は、かつての「機械科」と「金属工業科」が１つになった科であるが２クラスのままの人数である。生活創造科も設置され、家庭科に関する専門科目を学習する。2-3年次には各コースに分かれ、被服や食物、情報処理、福祉などそれぞれの分野を重点的に学習する。

## 設置学科
- 機械工学科：80名
- 電子科：40名
- 生活創造科：40名
- 定時制課程（機械科）：40名

## 沿革
- 1939年 - 兵庫県小野工業学校として開校。
- 1944年 - 兵庫県に移管、兵庫県立小野工業学校と改称。
- 1948年
  - 4月1日 - 学制改革により兵庫県立小野工業高等学校と改称。
  - 10月15日 - 定時制課程を併設。
- 1952年 - 社分校を兵庫県立社高等学校分校へ移管。
- 1958年4月1日 - 滝野分校・上東条分校を兵庫県立社高等学校分校へ移管。
- 1969年4月1日 - 昼間定時制課程被服科を全日制課程へ移行。
- 1975年3月 - この年から三木分校を募集停止、兵庫県立三木東高等学校へ改編。三木分校は在籍者卒業後の1980年に閉校。
- 1983年 - 被服科を家政科へ改編。
- 2003年 - 家政科を生活創造科へ改編。
- 2021年 - 金属工業科と機械科を再編して機械工学科に変更。

## 交通
- 神戸電鉄粟生線 小野駅 北西へ約1km。
- 神戸電鉄粟生線　葉多駅　南東へ　約1km。
- JR加古川線 小野町駅 北東へ約1.6km。

## 主な卒業生
- 橘田規（プロゴルファー）